# Лапчатка холмовая
Лапча́тка холмо́вая или Лапча́тка Ви́беля (лат. Potentilla collina) — многолетнее травянистое растение; вид рода Лапчатка семейства Розоцветные.

## Описание
Высота растения достигает 25 см.
Цветки растения жёлтые, многочисленные, в щитковидно-метельчатом соцветии, сидящие на длинных цветоножках, отгибающихся после цветения. Наружные и внутренние чашелистики равны по величине, но первые - продолговатые, тупые, а вторые - яйцевидные, острые. Лепестки несколько длиннее чашелистиков, выемчатые.
Прикорневые и нижние стеблевые листья дланевидные, пятерные, выше по стеблю - тройчатые и простые; листочки продолговато-обратнояйцевидные, с длинноклиновидным основанием, в верхней части с 2—3 неодинаковыми зубцами с каждой стороны; прикорневые листья ко времени цветения не сохраняются.
Растение обладает приподнимающимися или прямостоячими стеблями, в верхней трети они рыхловетвистые, покрытые сероватым войлоком (как и черешки листьев и цветоножки) с примесью прямых длинных волосков.
У растения стрежневой корень.
Плоды мелкоморщинистые, с коническим в основании столбиком, часто изогнутым, несколько короче зрелого плода.

## Распространение и экология
Лапчатка холмовая растёт на слабо задернённых песках, боровых опушках, открытых сухих склонах. Цветёт в мае-июне, плодоносит в июне-июле.
Данное растение — европейский вид. В России встречается преимущественно в центральных районах европейской части. Указывается для Московской, Нижегородской, Калужской, Брянской, Рязанской, Липецкой, Воронежской областей.

## Охранный статус
Данное растение внесено в Красную книгу Калужской области.